# Wąsewo (gmina)
Wąsewo (do 1954 gmina Komorowo) – gmina wiejska w województwie mazowieckim, w powiecie ostrowskim. W latach 1975–1998 gmina położona była w województwie ostrołęckim.
Siedziba gminy to Wąsewo.
Według danych z 30 czerwca 2004 gminę zamieszkiwało 4626 osób. Natomiast według danych z 31 grudnia 2017 roku gminę zamieszkiwało 4365 osób. Było to wówczas 5,9% ludności powiatu.
Na terenie gminy funkcjonuje lądowisko Ostrów Mazowiecka-Grądy.

## Struktura powierzchni
Według danych z roku 2002 gmina Wąsewo ma obszar 119,2 km², w tym:
- użytki rolne: 71%
- użytki leśne: 24%

Gmina stanowi 9,73% powierzchni powiatu.
W strukturze zasiewów gminy dominuje uprawa zbóż i roślin. Głównym kierunkiem produkcji zwierzęcej jest chów trzody chlewnej.
Na terenie gminy nie ma zakładów przemysłowych. Zarejestrowane podmioty gospodarcze świadczą usługi w różnych dziedzinach a przede wszystkim w zakresie handlu i usług.
W skład administracyjny Gminy wchodzi 31 sołectw.
Gmina posiada dogodne połączenia komunikacyjne z Ostrołęką, Ostrowią Mazowiecka, Wyszkowem i Warszawą.

## Historia
Wąsewo to nazwa dzierżawcza od nazwiska Wąs, zapisana w 1428 roku jako Wanschowo. Można też uznać tę nazwę jako topograficzą, gdyż Wasy oznaczają wyrastające części roślin, a może nawet wieś odpowiednio wijącą się ze swoimi domostwami. Nazwę tę można odnieść również do staropolskiego wyrazu Wąsosze, co oznacza miejsce, w którym coś się schodzi, zbiega, łączy. Określenie to odpowiada topograficznemu położeniu wsi.
W drugiej połowie XVI wieku Wąsewo leżało na skrzyżowaniu ważnych szlaków handlowych, łączących ziemię zakroczyńską, różańską, liwską i łomżyńską. W kierunku wschodnim przez Komorowo do Ostrowi. Na południe Długosiodło, Przetycz, Wyszków do Warszawy i Pułtuska. W kierunku zachodnim przez Goworowo trakt prowadził do Różana.
O Wąsewie i okolicy z czasów najazdu szwedzkiego opowiada Henryk Sienkiewicz
na kartach "Potopu":
"... Książę ruszył głęboką i ciemną nocą ku Wąsowu i Jelonce,
przeszedł w Czerwinie rzekę i zostawiwszy jazdę w gołym polu,
zasadził piechotę w pobliskich zagajnikach,
aby niespodziewanie wychylić się mogła . ..."
Gmina Wąsewo powstała w Królestwie Polskim w 1868 roku w powiecie ostrowskim w guberni łomżyńskiej, z części obszaru zniesionej gminy Komorowo (z drugiej części powstała gmina Lubiejewo). Manewr ten został wkrótce anulowany, bowiem począwszy od 1874 roku gmina Komorowo pojawia się ponownie; równocześnie nieobecne są gminy Wąsewo i Lubiejewo.
Gminę Wąsewo reaktywowano dopiero w 1973 roku, głównie z obszaru gminy Komorowo sprzed 1954.

## Demografia

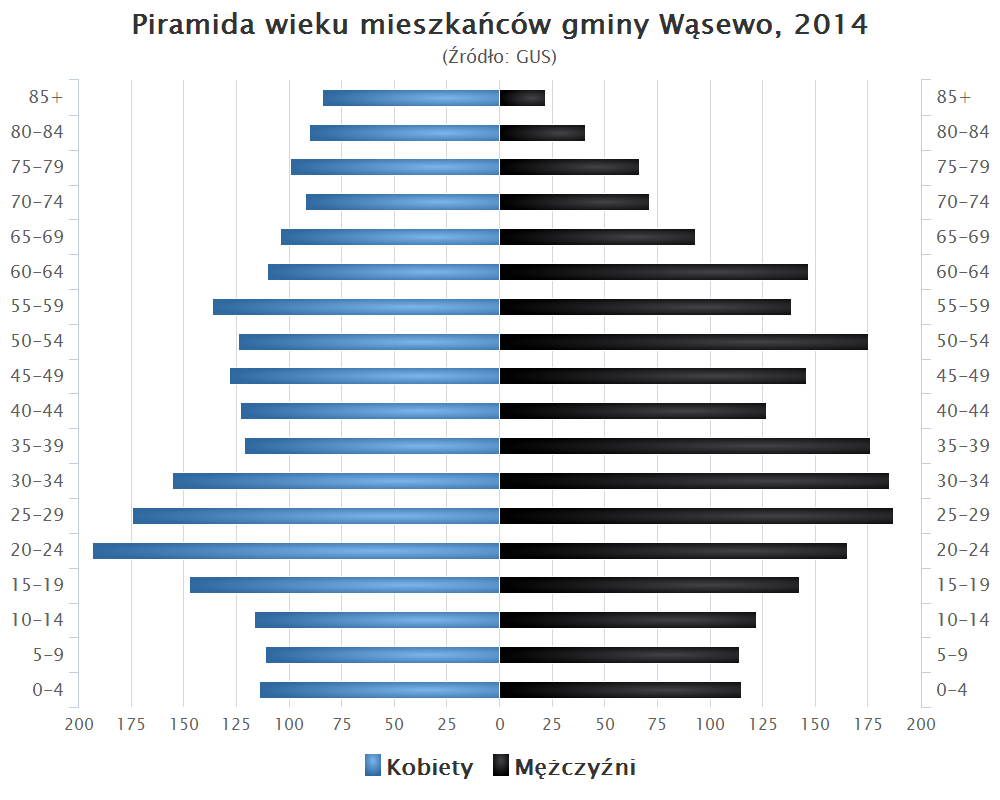
Piramida wieku mieszkańców gminy Wąsewo w 2014 roku

Dane z 31 grudnia 2017 roku:
| Opis                              | Ogółem | Ogółem | Kobiety | Kobiety | Mężczyźni | Mężczyźni |
| --------------------------------- | ------ | ------ | ------- | ------- | --------- | --------- |
| jednostka                         | osób   | %      | osób    | %       | osób      | %         |
| populacja                         | 4 356  | 100    | 2 179   | 50,0    | 2 177     | 50,0      |
| gęstość zaludnienia (mieszk./km²) | 37     | 37     | 18,5    | 18,5    | 18,5      | 18,5      |

## Sołectwa
Bagatele, Bartosy, Brudki Nowe, Brudki Stare, Brzezienko, Choiny, Czesin, Dalekie, Grądy, Grębki, Jarząbka, Króle, Majdan Suski, Modlinek, Mokrylas, Przedświt, Przyborowie, Rososz, Ruda, Rynek, Rząśnik-Majdan, Rząśnik Szlachecki, Rząśnik Włościański, Trynosy, Trynosy-Osiedle, Ulasek, Wąsewo, Wąsewo-Kolonia, Wysocze, Zastawie, Zgorzałowo.
Miejscowości bez statusu sołectwa: Przyborowie-Kolonia, Trynosy, Wąsewo-Lachowiec.

## Sąsiednie gminy
Czerwin, Długosiodło, Goworowo, Ostrów Mazowiecka